# ولیکو لل
ولیکو لل (به لاتین: Veliko Laole}} یک عوارض جغرافیایی در صربستان است که در Braničevo District واقع شده‌است.